# Rouvray-Saint-Denis
Rouvray-Saint-Denis é uma comuna francesa na região administrativa do Centro, no departamento de Eure-et-Loir. Estende-se por uma área de 19,35 km². Em 2010 a comuna tinha 418 habitantes (densidade: 21,6 hab./km²).